# Jeff Jordan
Jeffrey Robert „Jeff“ Jordan (* 29. Mai 1956 in Rockville Centre, New York) ist ein ehemaliger US-amerikanischer Bobsportler.
Jordan war noch nicht lange als Bobfahrer aktiv, als er bei den Olympischen Winterspielen 1980 in Lake Placid teilnahm. Mit seinen Teamkollegen Willie Davenport, Jeff Gadley und Bob Hickey belegte er im Viererbob den 12. Platz.
Jordan hat Psychologie an der SUNY Plattsburgh studiert. Später zog er nach Denver, wo er im Hypothekengeschäft tätig war.